# Симаррон (река)
Си́маррон — река в США, протекающая по территории четырёх штатов: Нью-Мексико, Оклахомы, Колорадо и Канзаса. Длина реки — 1123 км.
Берёт начало у подножья горы Блэк-Меса, протекает по небольшому участку Оклахомы, затем по территории Колорадо и в Канзасе впадает в реку Арканзас.
Название реки происходит от старого испанского Río de los Carneros Cimarrón, что переводится как «Река диких овец» или «Река диких баранов».

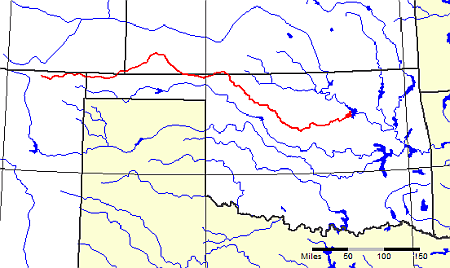
Река Симаррон (обозначена красным) пересекает 4 штата американского запада.